# Sacro Império de Reunião
O Sacro Império de Reunião (em inglês Holy Empire of Reunion) é uma micronação fundada em 28 de Agosto de 1997, como uma simulação política e constitucional e é um dos ícones do micronacionalismo lusófono.
Modelista, a micronação reivindica, como território de referência, a Ilha de Reunião. O império não tem soberania efetiva sobre nenhum destes territórios e jamais foi reconhecido por nenhum outro estado soberano. Seus criadores foram estudantes da Pontifícia Universidade Católica do Rio de Janeiro, e, até hoje, a maioria dos seus "cidadãos" são brasileiros e portugueses.
O império cunha suas próprias moedas, imprime passaportes e notas de dinheiro, e produz bandeiras e estandartes para seus cidadãos desde o ano 2000. Segundo seus fundadores, o principal objetivo da micronação é promover uma profunda interação política entre seus participantes, com o intuito de fortalecer a formação e o interesse nessa área. No mesmo ano, o 'New York Times, numa reportagem sobre o micronacionalismo, citou o império como um de seus maiores expoentes e mencionou a política de bastidores da micronação, como dando lugar a  "intrigas que não são vistas desde os anos de Luis XIV, que se dão na corte e listas virtuais"  de Reunião.  Os "reuniãos"  participam da política de seu país através de suas listas de discussão, fan page do Facebook e se encontram, com frequência anual, em sua convenção anual.
O interessante caso de Reunião foi também tratado no mais importante livro sobre o hobby que é o micronacionalismo, o francês Ils ne siégent pas a l'ONU, tendo merecido duas páginas inteiras. de autoria do Professor Fabrice O'Driscoll, da Universidade de Aix-Marseille. Neste mesmo livro, são contados detalhes do singular sistema de governo da micronação, a monarquia potencialmente absoluta.
Muito ativa até os dias de hoje, mesmo com o enfraquecimento das listas de email, a micronação já foi tema de dezenas de matérias e artigos em mais de 20 meios de comunicação, tendo sido estrela de uma publicação de primeira página do maior jornal da verdadeira Ilha de Reunião Le Quotidien , que utilizou da micronação para traçar um paralelo entre sua independência fictícia e a vontade dos verdadeiros habitantes da ilha em serem independentes da França. Também foi tema de reportagens da Folha de S.Paulo. Além de jornais e revistas, o império também deu base a algumas teses acadêmicas, em vários lugares do mundo.
Em 2006, o "governo" do país ajudou a organizar a Equipe Intermicronacional Kiva, tendo emprestado, junto com outras micronações, mais de 1000 dólares americanos para pessoas passando necessidades em vários lugares do mundo.
De acordo com a BBC de Londres, Reunião é uma das mais bem-relacionadas nações do micronacionalismo, tendo relações e contactos com mais de 175 outras.